# Carlo Maluta
Carlo Maluta (Trieste, 7 maggio 1927 – maggio 1973) è stato un calciatore e allenatore di calcio italiano, di ruolo attaccante.

## Carriera

### Giocatore
Dal 1946 al 1949 ha giocato nella massima serie jugoslava con la Ponziana, con cui nella stagione 1946-1947 ha segnato 6 reti in 19 presenze.
Nella stagione 1950-1951 milita in Serie C con la maglia dell'Edera Trieste, mentre nella stagione 1951-1952 veste la maglia della Triestina, con cui disputa 2 partite in Serie A. Nel 1952 viene ceduto all'Empoli, con la cui maglia nella stagione 1952-1953 in 27 partite di Serie C segna 15 gol, risultando così essere il miglior marcatore stagionale della squadra toscana ed il sesto di tutta la terza serie. Nella stagione 1953-1954 continua ad andare a segno con regolarità, totalizzando 11 reti in 23 presenze e risultando essere per il secondo anno di fila il miglior marcatore stagionale della sua squadra. Rimane con i toscani per altri due anni, nei quali gioca e segna con meno continuità che nel biennio precedente; in particolare, nella stagione 1954-1955 chiude il campionato con 19 presenze e 5 reti, mentre nella stagione 1955-1956 gioca 13 partite e segna un solo gol, il suo trentaduesimo in 82 partite con la maglia dell'Empoli. Nel 1956 passa al Siena, con cui nella stagione 1956-1957 segna 3 reti in 9 presenze nel campionato di Serie C. Gioca poi per quattro anni di fila con il Benevento: i primi due in IV Serie, il terzo (nella stagione 1959-1960) in Serie D (campionato vinto e nel quale Maluta gioca 30 partite) e l'ultimo in Serie C, con il doppio ruolo di giocatore (2 presenze) ed allenatore.

### Allenatore
Dopo la già citata parentesi da giocatore/allenatore, si ritira definitivamente dal calcio giocato e nella stagione 1961-1962 allena il Benevento in Serie C. Nella stagione 1962-1963 ha allenato l'Acireale in Serie D, venendo esonerato a stagione in corso in favore di Carlo Vaccari. Nella stagione 1965-1966 approda al Paternò, sempre in Serie D, dove ottiene un secondo posto; allena la formazione siciliana anche nel campionato 1966-1967, terminato con un quarto posto in classifica. Nel 1969 ha invece allenato il Marsala.

## Palmarès

### Giocatore

#### Competizioni nazionali
- Serie D: 1

San Vito Benevento: 1959-1960